# Hamada Kōsaku

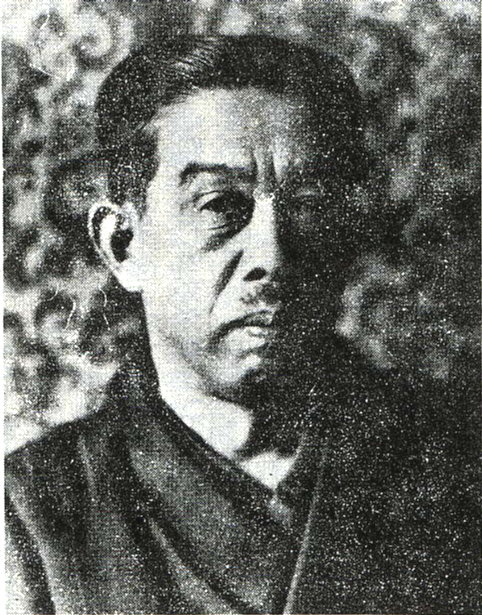
Hamada Kōsaku

Hamada Kōsaku (japanisch 濱田 耕作; * 22. Februar 1881 in Kishiwada; † 25. Juli 1938 in Kyōto), auch Hamada Seiryō (浜田 青陵), war einer der ersten modernen japanischen Archäologen. Sein Hauptverdienst lag in der Systematisierung der noch jungen archäologischen Forschung in Japan.

## Biographie
Hamada Kōsaku kam als Sohn des höheren Samurai Hamada Gonjuro in Ōsaka zur Welt. Er besuchte für einige Jahre die 3. Oberschule (第三高等学校, Dai-san Kōtō Gakkō) in Kyōto. An der kaiserlichen Universität Tokio studierte er im Hauptfach europäische Geschichte. Seine Abschlussarbeit 1905 befasste sich mit dem Einfluss der griechischen Kultur auf den Osten. Nach weiteren Studien, auch zur Archäologie, nahm er eine Stellung als Geschichtslehrer an der Waseda-Oberschule an. Er begann Beiträge für die Kunstzeitschrift Kokka (國華) zu schreiben, die über viele Jahre seine wichtigeren Artikel veröffentlichte.
Seine Berufung zum Lektor (koshi) an das neu geschaffene archäologische Institut der kaiserlichen Universität von Kyōto erfolgte 1909. Im Jahre 1911 reiste er nach Peking um einige in den Dunhuang-Grotten (chinesisch 敦煌) gefundene buddhistische Manuskripte zu begutachten. Auf einer anschließenden Reise durch Nordchina zeigte er sich stark von chinesisch buddhistischer Skulptur beeindruckt. Auf dem Rückweg nahm er nahe Port Arthur an einer Ausgrabung von Han-Zeit-Gräbern erstmals an archäologischer Feldforschung teil. Die Faszination, die diese Tätigkeit auf ihn ausübte, ließ ihn den Rest seines Lebens nicht mehr los. Er blieb jedoch auch weiterhin kunsthistorisch stark interessiert.
Unmittelbar nach seiner Berufung zum Assistenzprofessor 1913, wurde er zu Studienzwecken für drei Jahre nach Europa gesandt. Er nutzte diese Zeit, in der er sich in Großbritannien (Studien mit W. M. F. Petrie), Italien und Griechenland aufhielt, um sich mit dem Stand und den Methoden europäischer Archäologie vertraut zu machen. Nach seiner Rückkehr wurde er 1917 ordentlicher Professor, im selben Jahr erwarb er den akademischen Grad eines bungaku-hakushi. Danach baute er sein Institut zur führenden Institution seines Faches in Japan aus. Besonders einflussreich war sein Tsuron Kokogaku 1922.
Beim Besuch des schwedischen Kronprinzen in Korea 1925 leitete er die zu dessen Ehre veranstalteten Ausgrabungen. Eine zweite Europareise führte ihn 1927 dann auch zunächst in die skandinavischen Länder, aber auch zu der Höhle von Niaux in Frankreich und nach Spanien.
Im Oktober 1930 übernahm er für zwei Jahre das Amt des Dekans der literarischen Fakultät seiner Universität. 1931 wurde er in die kaiserliche Akademie der Wissenschaften gewählt. Zusammen mit Mizuno Seiichi widmete er sich 1935 während der japanischen Besetzung Chinas der erstmaligen Beschreibung der nordchinesischen Hongshan-Kultur. Im Juli 1937 wurde er zum Präsidenten der Universität ernannt und sah sich vor die schwere Aufgabe gestellt, die aufgetreten finanziellen Probleme zu lösen.
Er verstarb am 25. Juli 1938 in Kyōto, wo er im Sakyō-ku gewohnt hatte.

## Veröffentlichungen (Auswahl)
- „Tsūron kōkogaku“ (通論考古学) – „Grundzüge der Archäologie“, 1922
- „Kōkogaku nyūmon“ (考古学入門) – „Einführung in die Archäologie“, 1930
- „Tenshō ken’ō Shisetsu- ki“ (天正遣欧使節記) – „Die Europa-Mission in der Tenshō-Zeit“, 1931
- „Gesammelte Werke“; japanisch: 14 Bände, 1917 bis 1937